# روز هشتم (ترانه)
«روز هشتم» ترانه‌ای از هنرمند اهل کلمبیا شکیرا است. این ترانه برنده بهترین ترانه راک در مراسم لاتین گرمی شد.